# Trichophora nigra
Trichophora nigra är en tvåvingeart som beskrevs av Macquart 1843. Trichophora nigra ingår i släktet Trichophora och familjen parasitflugor. Inga underarter finns listade i Catalogue of Life.